# نيكولاس لونغ
نيكولاس لونغ (بالإنجليزية: Nicholas Long) هو دراج أمريكي، ولد في 6 أكتوبر 1989 في سان دييغو في الولايات المتحدة.

## وصلات خارجية
- نيكولاس لونغ على موقع أرشيف الدراجات (الإنجليزية)
- نيكولاس لونغ على موقع CycleBase (الإنجليزية)
- نيكولاس لونغ على موقع نتائج كأس العالم لسباقات دراجات (بي.أم.إكس) (الإنجليزية)
- نيكولاس لونغ على موقع اللجنة الأولمبية الدولية (الإنجليزية)
- نيكولاس لونغ على موقع أوليمبيديا (الإنجليزية)
- نيكولاس لونغ على موقع اللجنة الأولمبية والبارالمبية الأمريكية (الإنجليزية)